# 史記探源
《史記探源》是近代經學家崔適（觶甫）以其今文經學思想為核心的史學著作。

## 經歷
崔適《史記探源》據今文經學觀點，考證辨析所謂《史記》為劉歆所竄改者。以為《史記》原屬今文經學，太史公時尚未有古文，後由劉歆據古文經學竄改，而雜有古文學。認為劉歆既偽造《左傳》，則不得不波及《史記》以為佐證。此外尚有後世妄人所增及鈔胥所脫，以及傳鈔過程中出現的衍、倒、改、解之誤，對此皆一一進行深入仔細之考辨，以「證其所本有，辨其所本無」（朱祖謀〈序〉），志在恢復《史記》原貌。

## 概述
全書八卷，先為序證，論說貫串全書之問題，如春秋古文、尚書古文、書序、終始五德、十二分野等事，然後分本紀、十表、八書、三十世家、七十列傳一一進行考辨，除〈管蔡世家〉等十篇外，全部都有仔細深入之辨析。
對《史記》原文的勘誤論證大都可從，唯所論劉歆竄改之事多有主觀臆斷之嫌，如謂劉歆偽造古文經傳，須廣樹證據，此非歆一人之力所能勝任，故徵天下有通古文經傳及天文、圖讖、鐘律、月令、兵法、史篇文字者數千人至京師，「正乖謬、一異說」，統一經傳史書的記述，於是群經及《史記》皆被竄亂。再者，《史記》部分篇章亡佚，東漢時班固曾指出其中十篇缺，有錄無書；崔適更進一步認為《史記》中有二十九篇為後人所補和妄人所續，又說前人認定已亡佚的〈孝景本紀〉「實未亡耳」。
儘管如此，崔氏能以懷疑精神對《史記》全書進行深入考辨，對於中國古史的記述提出獨到的分析，對於古史研究以及《史記》本身內容的認識，確有重要價值。
有清宣統二年崔氏觶廬初刻本、北京大學出版部排印本及中華書局點校本等版本。
胡適開出的「一個最低限度的國學書目」，不收司馬遷的《史記》，但有崔適的《史記探源》。

## 備註
1. ↑  觶，漢語拼音：zhì，注音符號：ㄓˋ。
2. ↑  《讀書雜誌》第7期，1923年3月4日。 （页面存档备份，存于）